# Cade (Luisiana)
Cade es un lugar designado por el censo ubicado en la parroquia de St. Martin en el estado estadounidense de Luisiana. En el Censo de 2010 tenía una población de 1723 habitantes y una densidad poblacional de 100,26 personas por km².

## Geografía
Cade se encuentra ubicado en las coordenadas 30°5′33″N 91°53′57″O / 30.09250, -91.89917. Según la Oficina del Censo de los Estados Unidos, Cade tiene una superficie total de 17.18 km², de la cual 17.18 km² corresponden a tierra firme y (0%) 0 km² es agua.

## Demografía
Según el censo de 2010, había 1723 personas residiendo en Cade. La densidad de población era de 100,26 hab./km². De los 1723 habitantes, Cade estaba compuesto por el 59.49% blancos, el 35.23% eran afroamericanos, el 0.17% eran amerindios, el 1.92% eran asiáticos, el 0% eran isleños del Pacífico, el 1.86% eran de otras razas y el 1.33% pertenecían a dos o más razas. Del total de la población el 2.67% eran hispanos o latinos de cualquier raza.